# Rue de l'Arc-en-Ciel (Strasbourg)
Pour les articles homonymes, voir Rue de l'Arc-en-Ciel.
La rue de l'Arc-en-Ciel (en alsacien : Räjeböjegass) est une voie de Strasbourg.

## Situation et accès
Cette rue qui est rattachée administrativement au quartier Centre, va de la place Saint-Étienne à l'angle de la rue des Récollets et de la rue du Parchemin, d'où elle se prolonge par la rue Brûlée. 

## Origine du nom
Elle porte ce nom en raison d'une enseigne Zum Regenbogen (« à l'Arc-en-Ciel ») qui se trouvait au no 10 de la place Saint-Étienne.

## Historique
C'est une rue très ancienne dont le tracé, lié à la présence de l'enceinte du camp romain (castrum) construit le long du canal des faux-remparts au IVe siècle, est très sinueux, probablement du fait de la multiplication d'immeubles s'appuyant sur le mur de défense (numéros pairs).

Son nom fait d'abord référence à l'église Saint-André qui occupe presque toute la rue des Récollets, puis au couvent d'Antonites venus s'installer à Strasbourg en 1277. Avec leur disparition au moment de la Réforme, la rue prend son nom actuel, en écho à l'enseigne Zum Regenbogen (« à l'Arc-en-Ciel ») qui se trouvait au no 10 de la place Saint-Étienne.

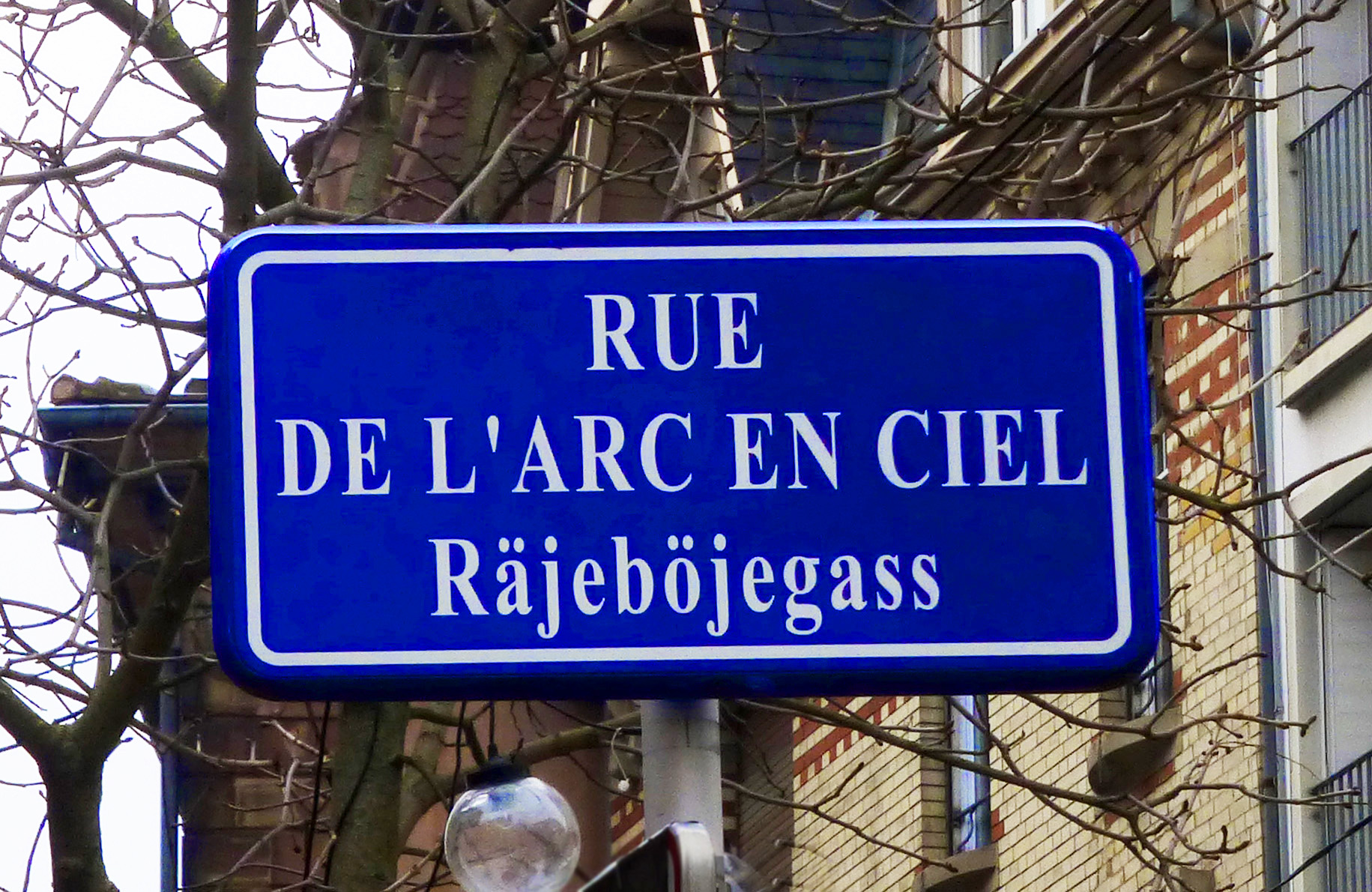
Plaque bilingue, en français et en alsacien.

Elle porte ainsi successivement les dénominations suivantes, en allemand ou en français : Bei St. Andreas (XIIIe siècle), Antoniengasse (1367), St. Antoniengasse (1419), Thengengasse, Tengengasse, Thenger-Gasse (1580), Dintenhörnlingesselin (1580), Dinterhorngasse (1587), St Andreasgasse (1587), Regenbogengasse (1680), rue des Augustins (1740), rue de l'Arc-en-Ciel (1680), rue Saint-Antoine (1765), rue de l'Arc-en-Ciel (1792, 1794, 1817, 1849, 1918), Regenbogen-Gasse (1817, 1872, 1940), puis, à nouveau, rue de l'Arc-en-Ciel après 1945.
À partir de 1995, des plaques de rues bilingues, à la fois en français et en alsacien, sont mises en place par la municipalité lorsque les noms de rue traditionnels étaient encore en usage dans le parler strasbourgeois. Le nom de la rue est ainsi sous-titré Räjeböjegass.

## Bâtiments remarquables et lieux de mémoire
no 2Datant de 1730 environ, la maison se distingue par un portail dont la conception est alors peu répandue, même si on en observe un autre exemple au no 31 de la rue des Serruriers (ancien hôtel Janin) : la clé d'arcades repose sur deux pilastres aux cannelures interrompues par des pierres de taille dépourvues de décor. Elle est surmontée par une grosse agrafe sculptée.
no 4Les transformations réalisées vers 1781-1783 lui confèrent son aspect actuel, avec une façade associant l'assimilation et de la diffusion du style Régence à une touche rococo, comme en témoignent notamment les appuis galbés des fenêtres. Elle est divisée en trois étages séparés par des bandeaux de pierre. La porte cochère est encadrée d'une arrière-voussure à refends, surmontée d'un fronton curviligne. Le linteau des encadrements de fenêtre est orné d'une fausse clé,.
no 6La façade de cette maison bourgeoise du XVIIIe siècle, ajourée de quatre travées de baies, a été remaniée en 1765 et 1768. Elle présente quelques similitudes avec celle du no 4. Deux mascarons représentant Bacchus et Mercure ornent les travées centrales du premier étage.
no 9La maison est reconstruite probablement en 1738, en tout cas avant 1743. La façade possède quatre niveaux et trois travées. Elle est ornée d'un seul mascaron qui représente une Aurore légèrement souriante, avec l'étoile du matin sur le front.
no 10 (anciens nos 19 et 18)Sur cet emplacement se trouvait l'église des Antonites construite en 1446. Son portail a été déposé en 1972.
no 12De l'ancien couvent des Récollets construit entre 1746 et 1749 par Gaspard-Théodore Rabaliatti et Charles Hisky, il ne subsiste que les trois ailes encadrant une cour rectangulaire entourée d'arcades.
no 13Cette maison Renaissance possède un oriel rectangulaire en pierre de 1587.

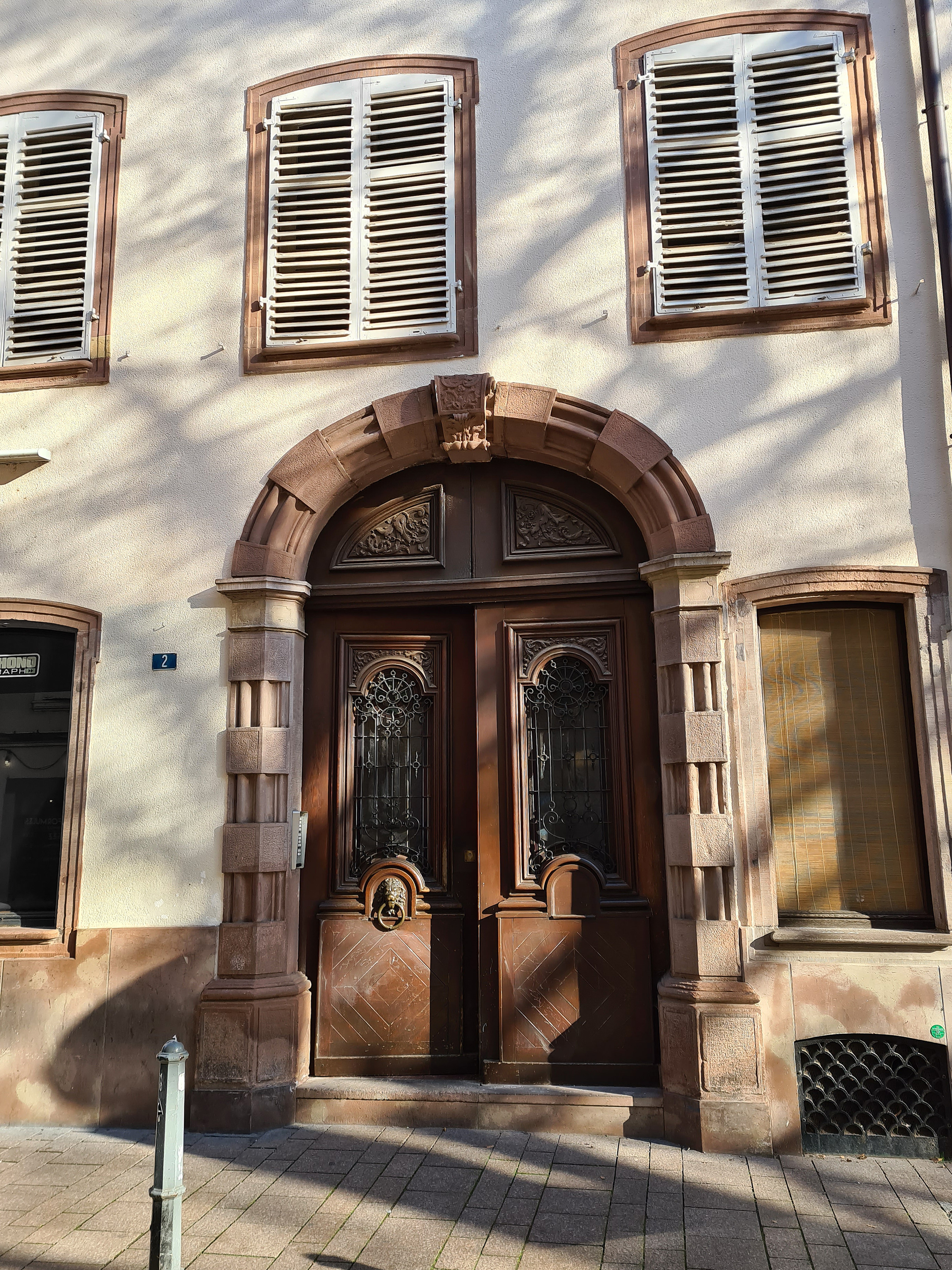
Portail du no 2.
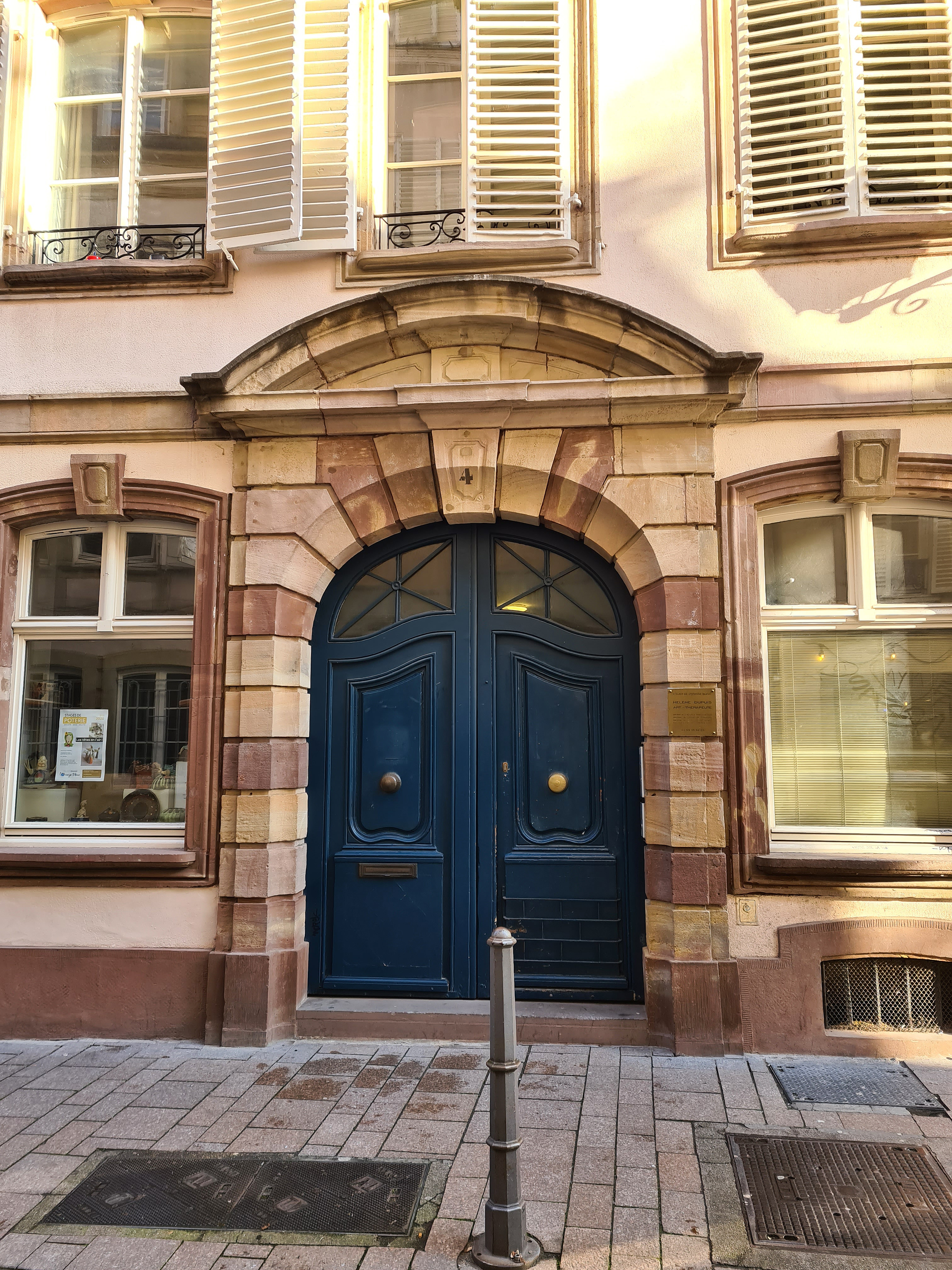
Portail du no 4.
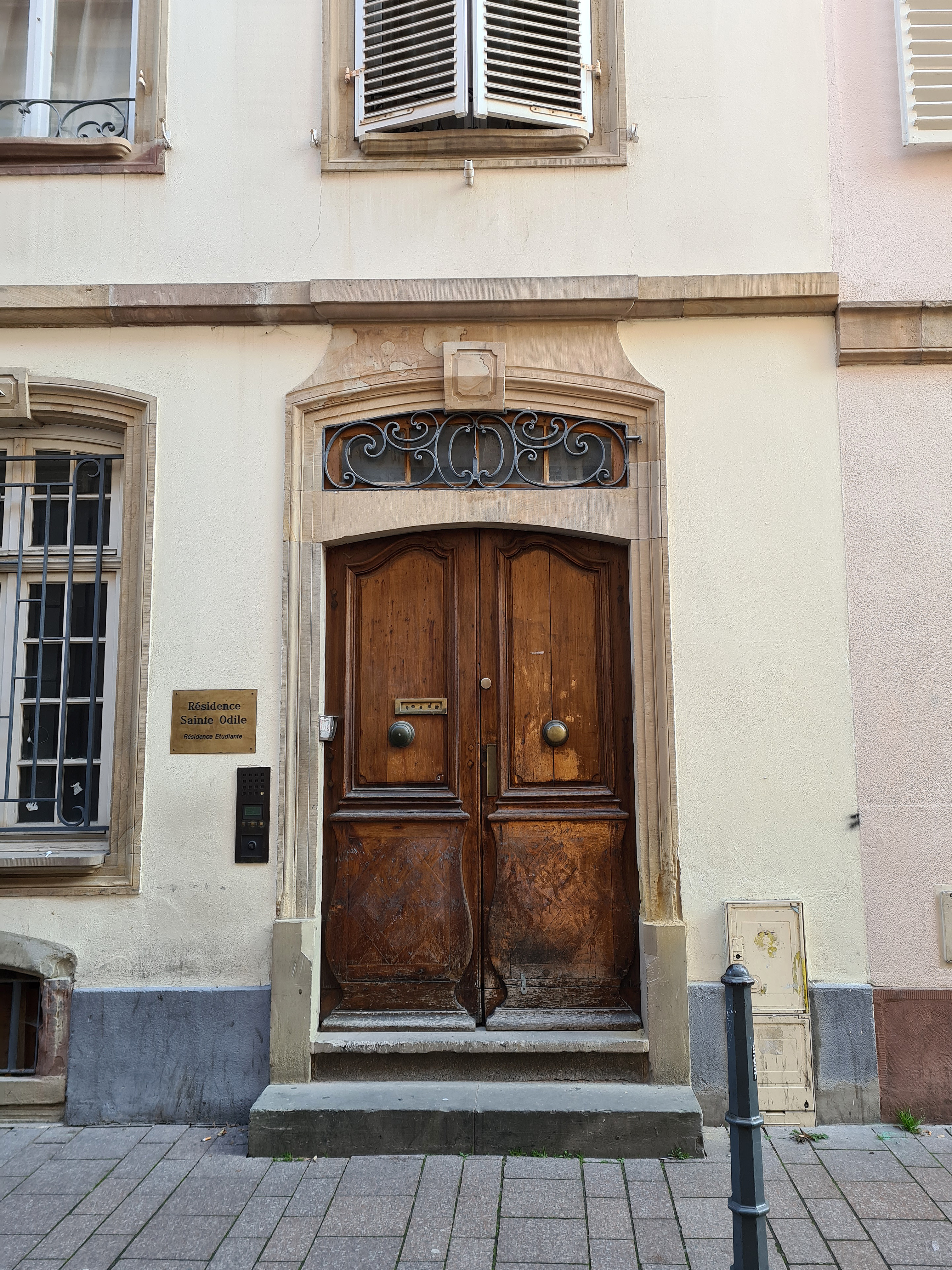
Porte du no 8.
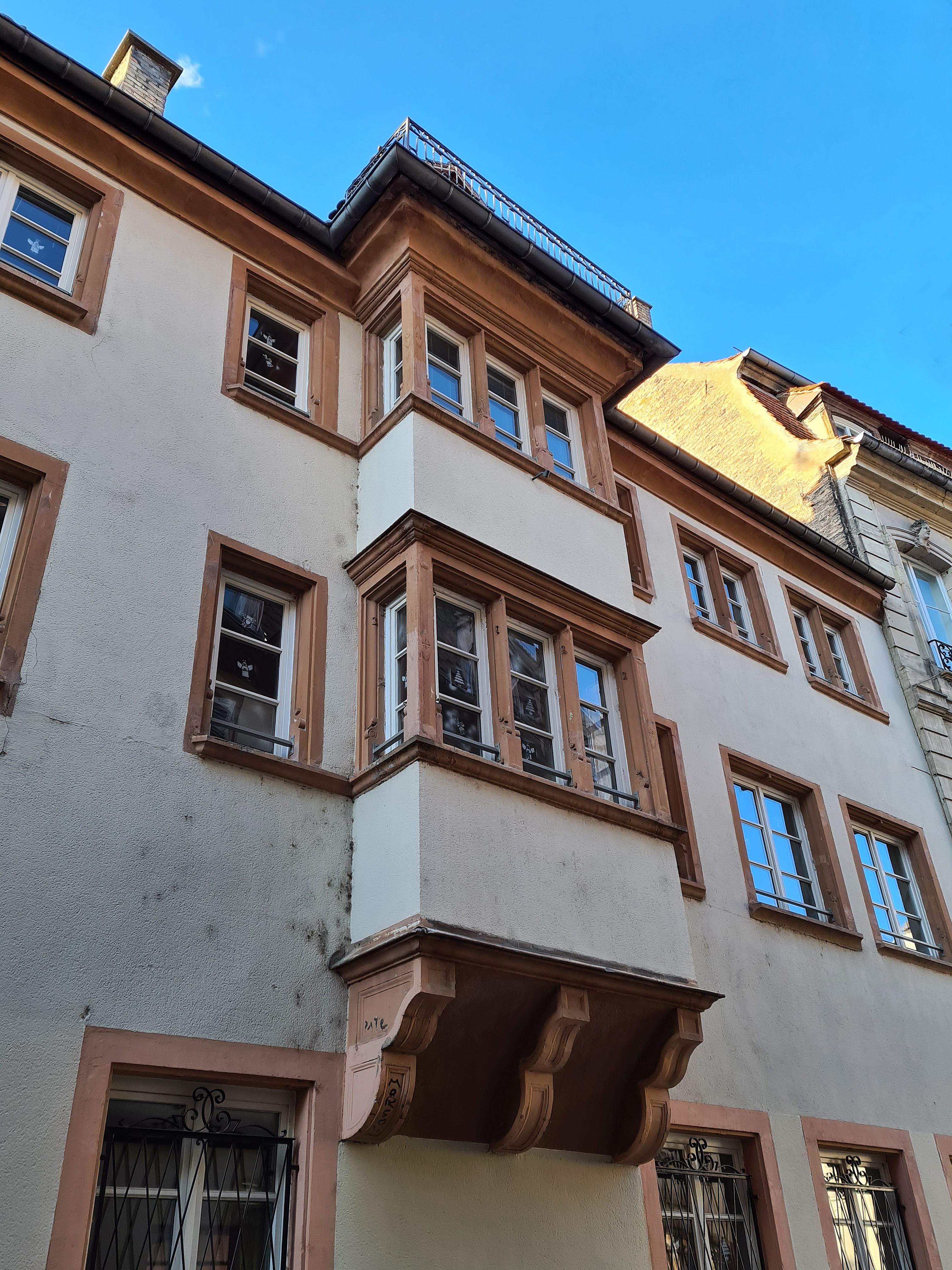
Oriel du no 13.

no 15Cet hôtel bourgeois est improprement connu comme l'« hôtel de Marabail », du nom de son deuxième propriétaire. Il a été construit vers 1742 pour Jean Georges Horrer, conseiller du Roi et trésorier de la Chancellerie au Conseil souverain d'Alsace à Colmar, sur des plans de Jacques Gallay. C'est en 1764 qu'il est vendu à Antoine (de) Marabail, commissaire de guerre.
La façade, à quatre niveaux et quatre travées de fenêtres, est ornée de huit mascarons : au premier étage, les Quatre parties du monde ; au second étage, les Quatre saisons.

Cette façade (vantaux de la porte et ferronnerie compris), l'escalier et les boiseries des deux pièces au rez-de-chaussée font l'objet d'une inscription au titre des monuments historiques depuis 1929.

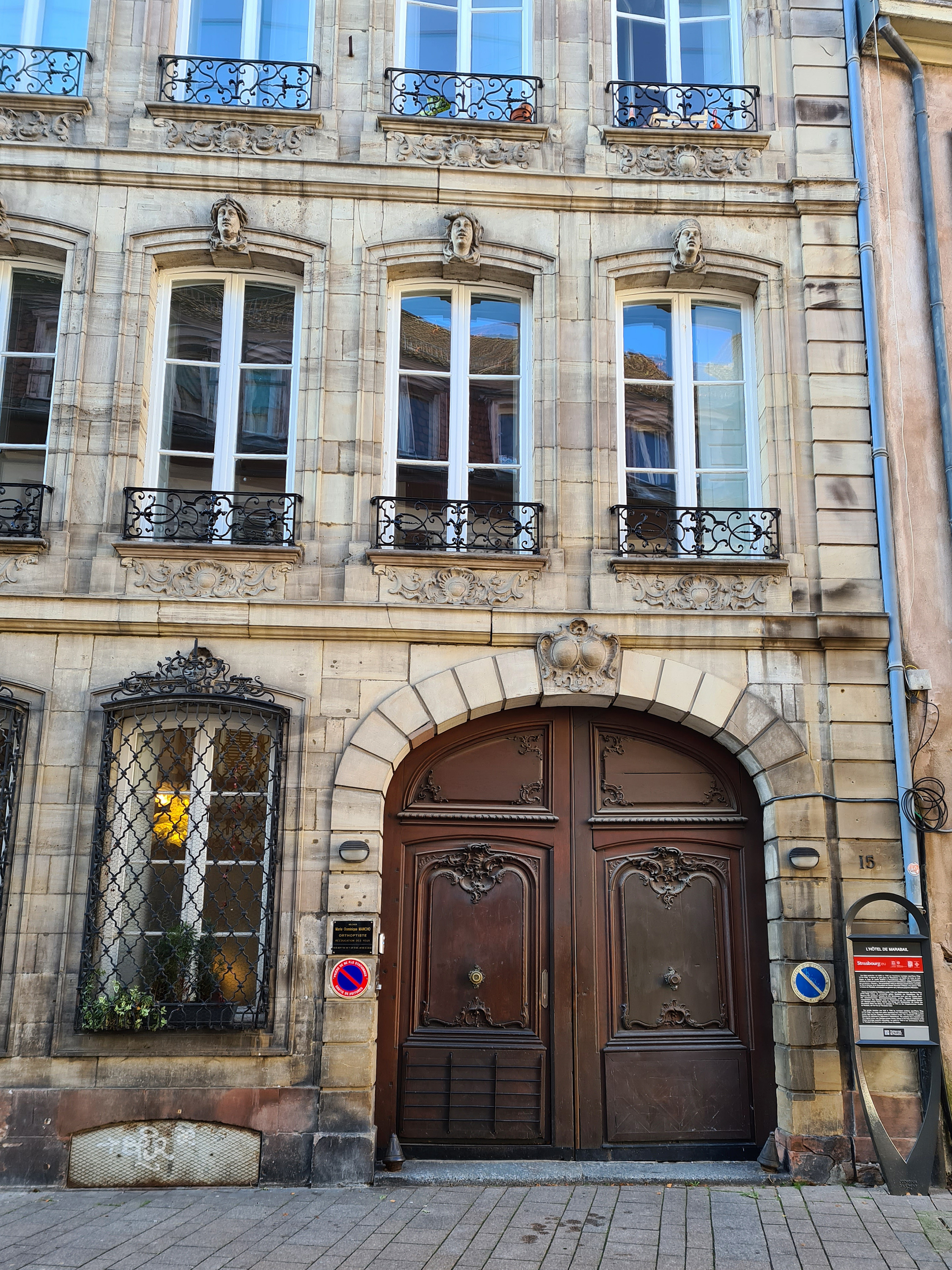
Ferronnerie de la façade.
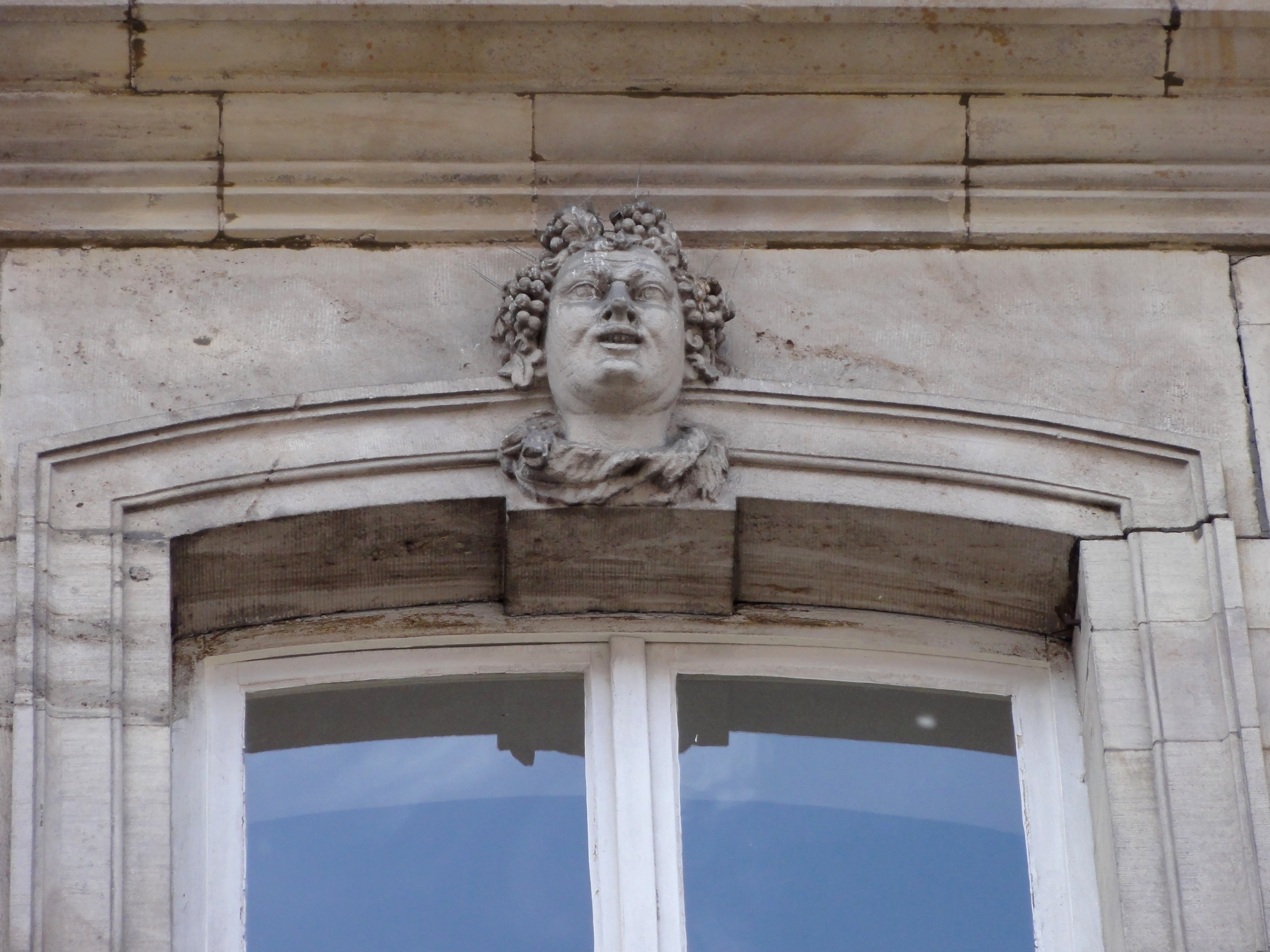
Mascaron Automne.
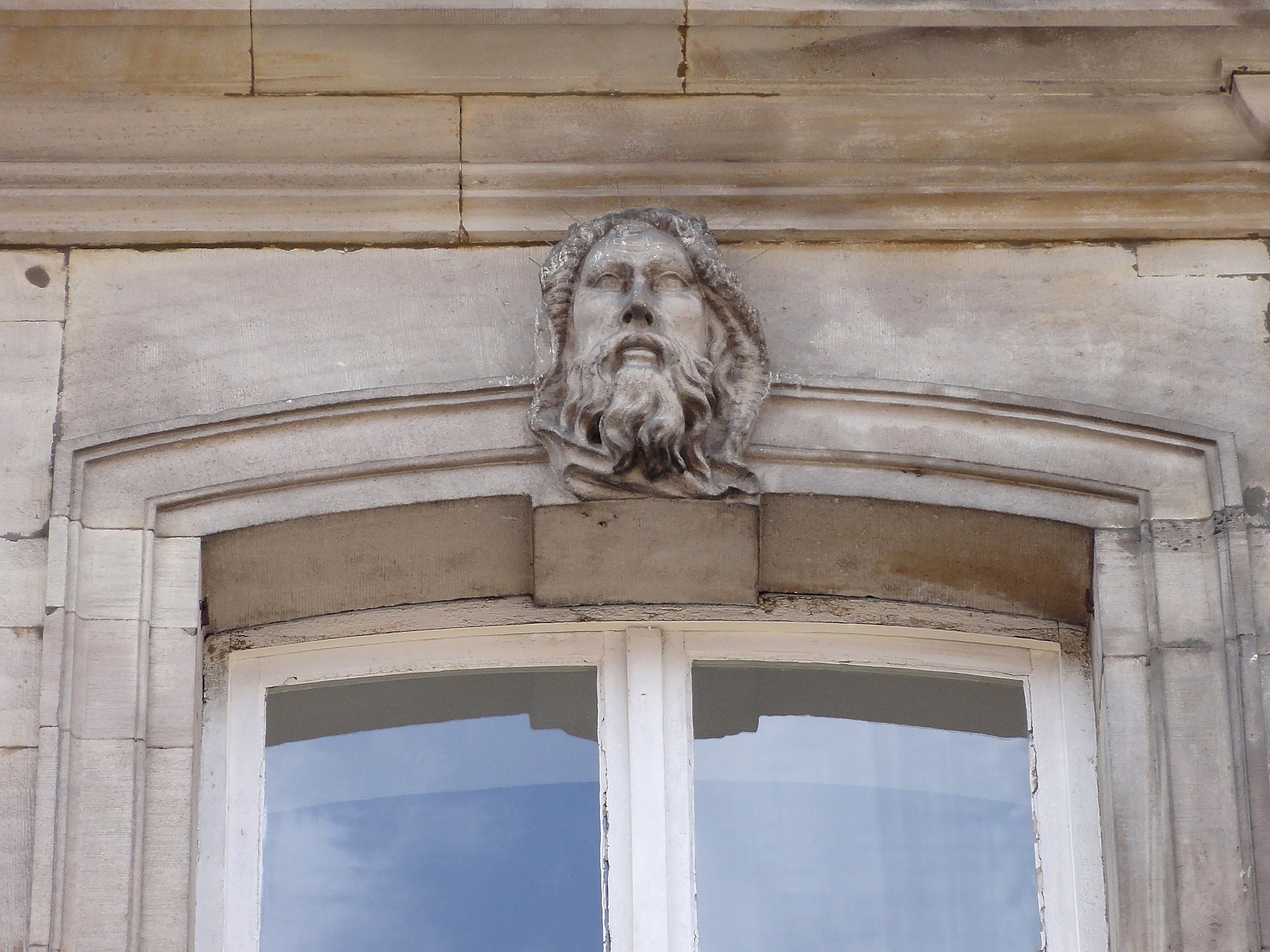
Mascaron Hiver.
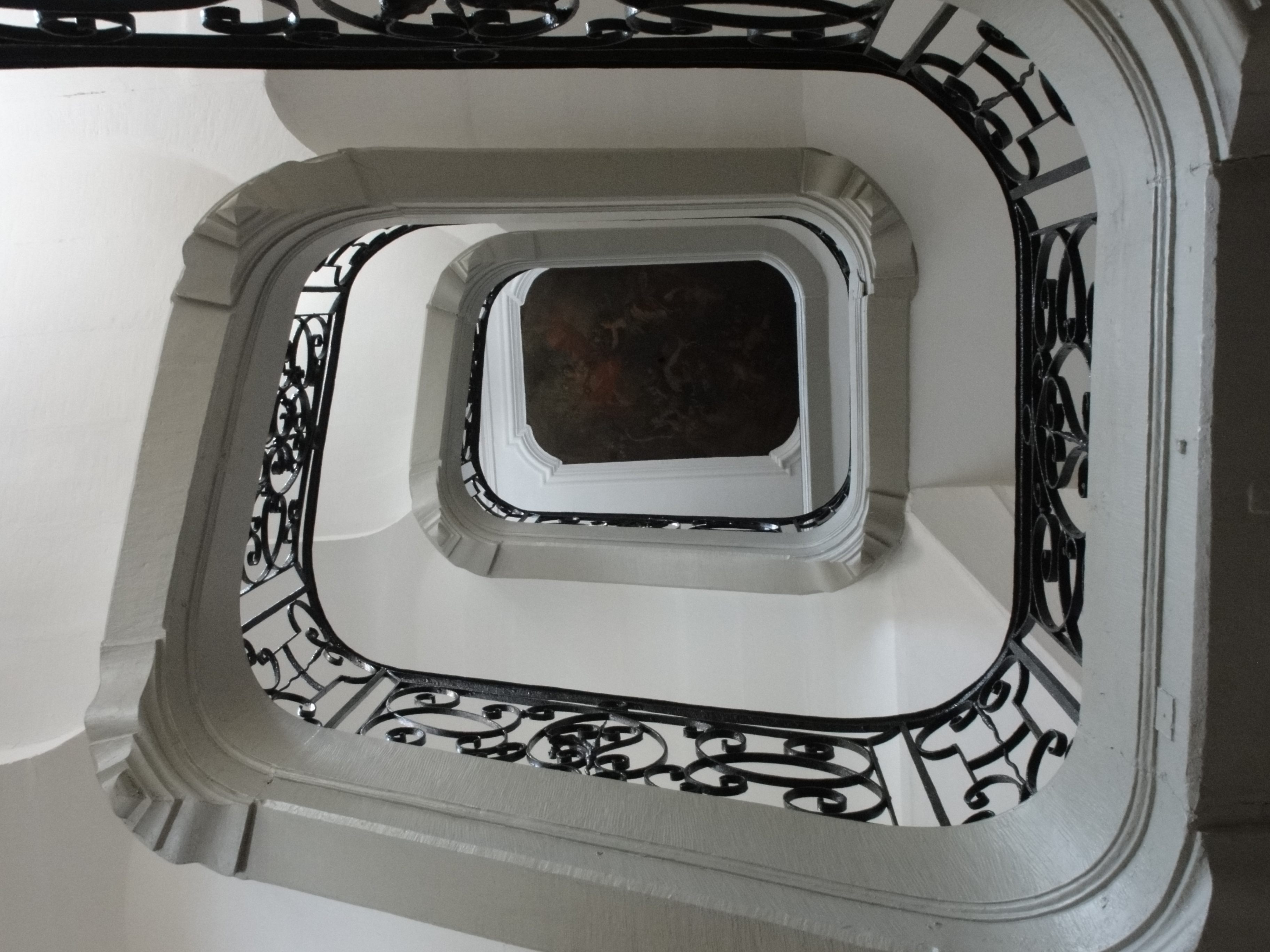
Escalier.
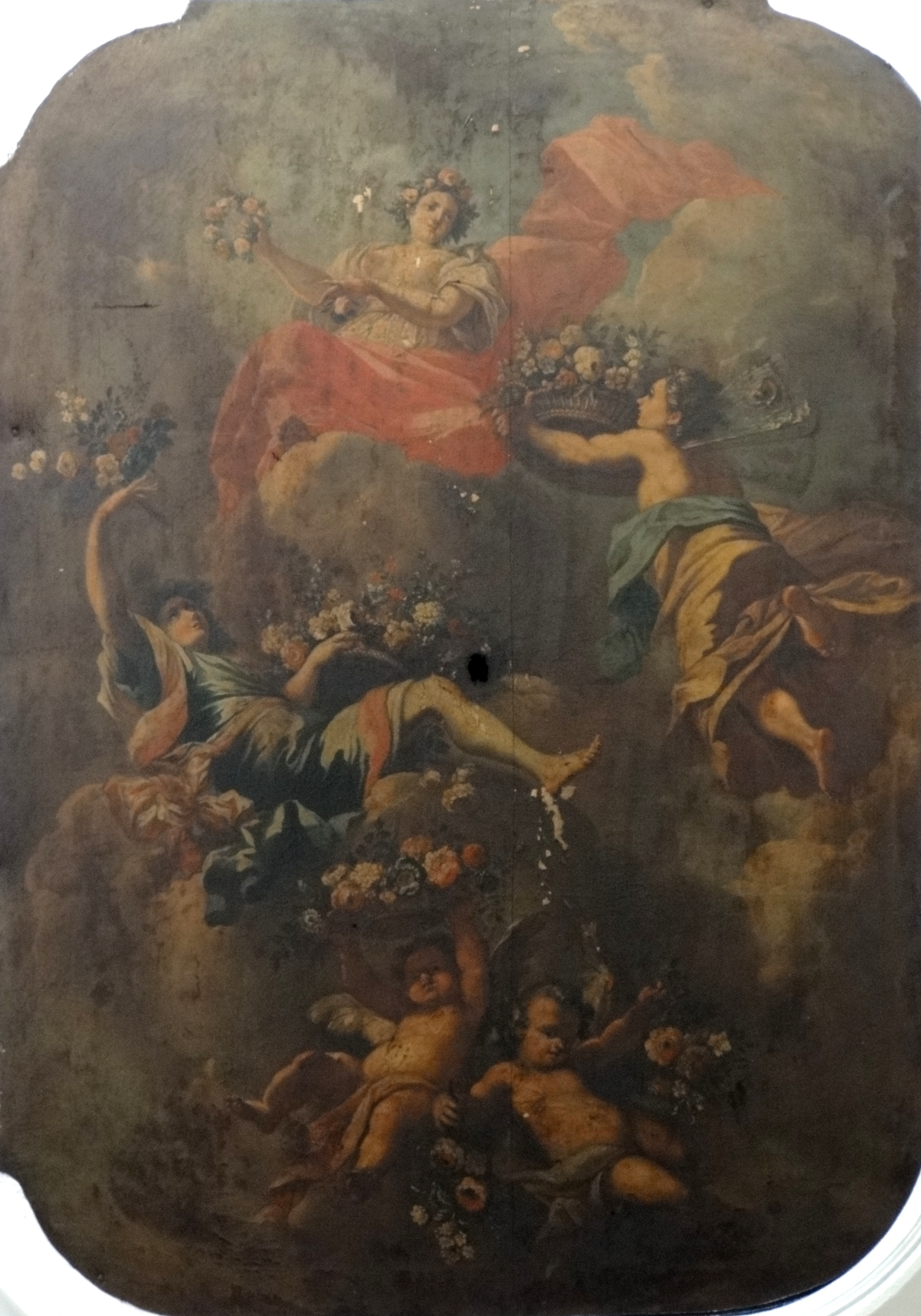
Plafond de la cage d'escalier.

no 17
La maison, qui présente plusieurs façades, n'est pas dans l'alignement de ses voisines. Elle est dotée d'un petit jardin qui occupe l'angle.

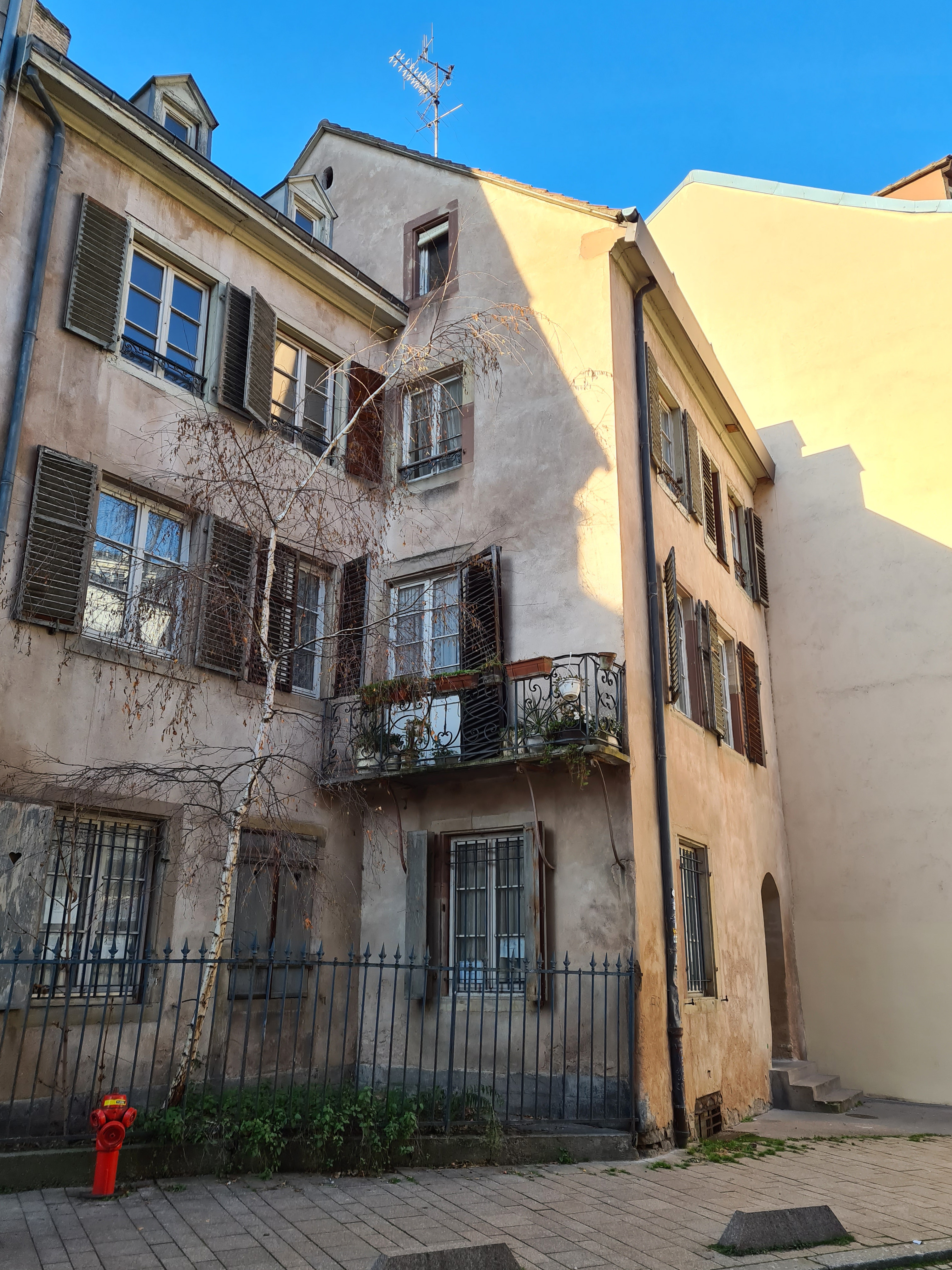
no 17.
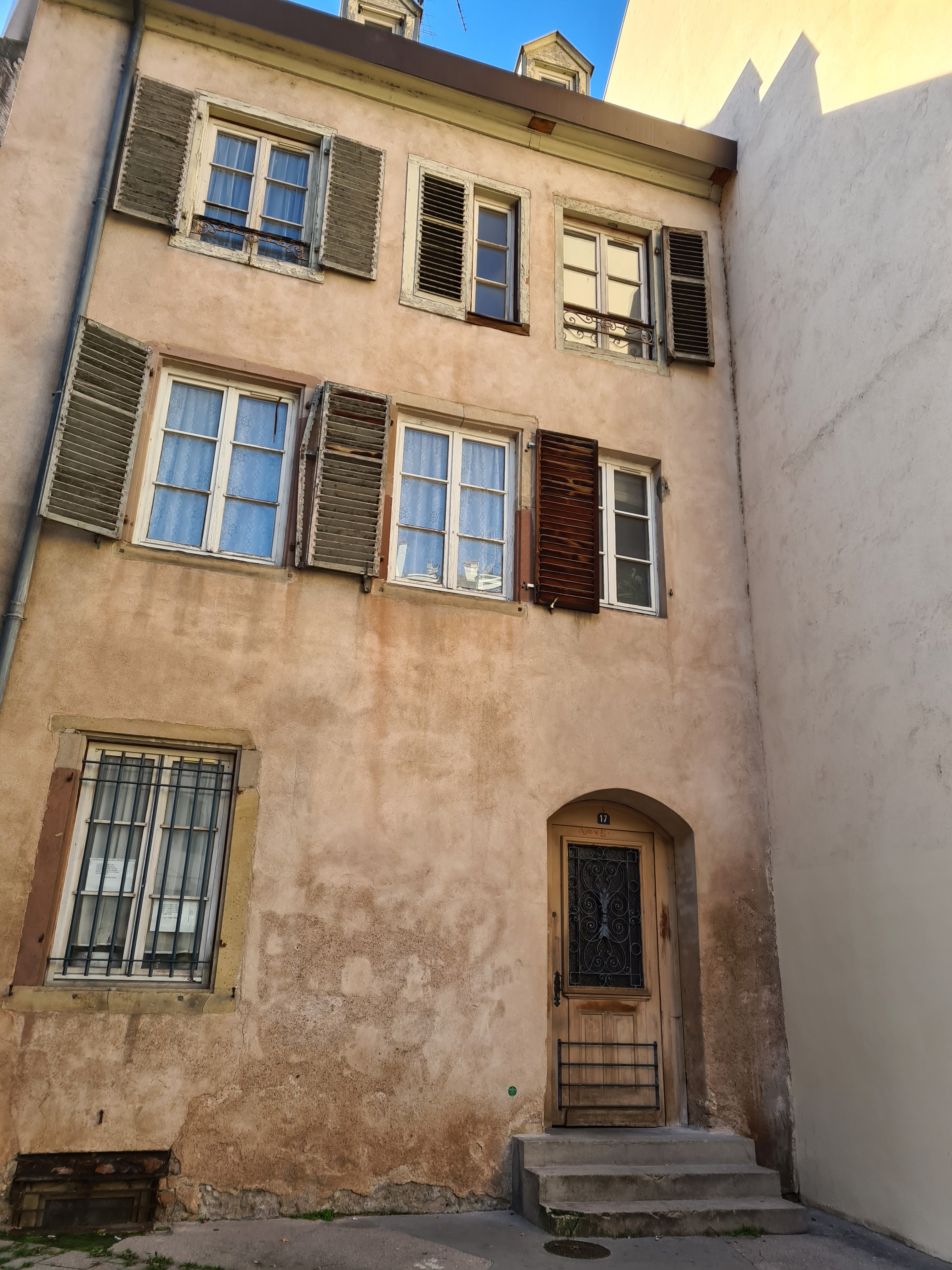
no 17.

no 22Côté pair, la rue se termine le long de l'ancien couvent des Récollets qui abrite depuis 1974 le siège de la Fondation européenne de la science.
no 23 (anciens nos 12 et 13)Au XVIIe siècle la maison appartenait à des horlogers. Elle est ensuite réunie au bâtiment voisin. En 1845, une porte unique est ajoutée dans un encadrement ancien, ainsi qu'un troisième étage.

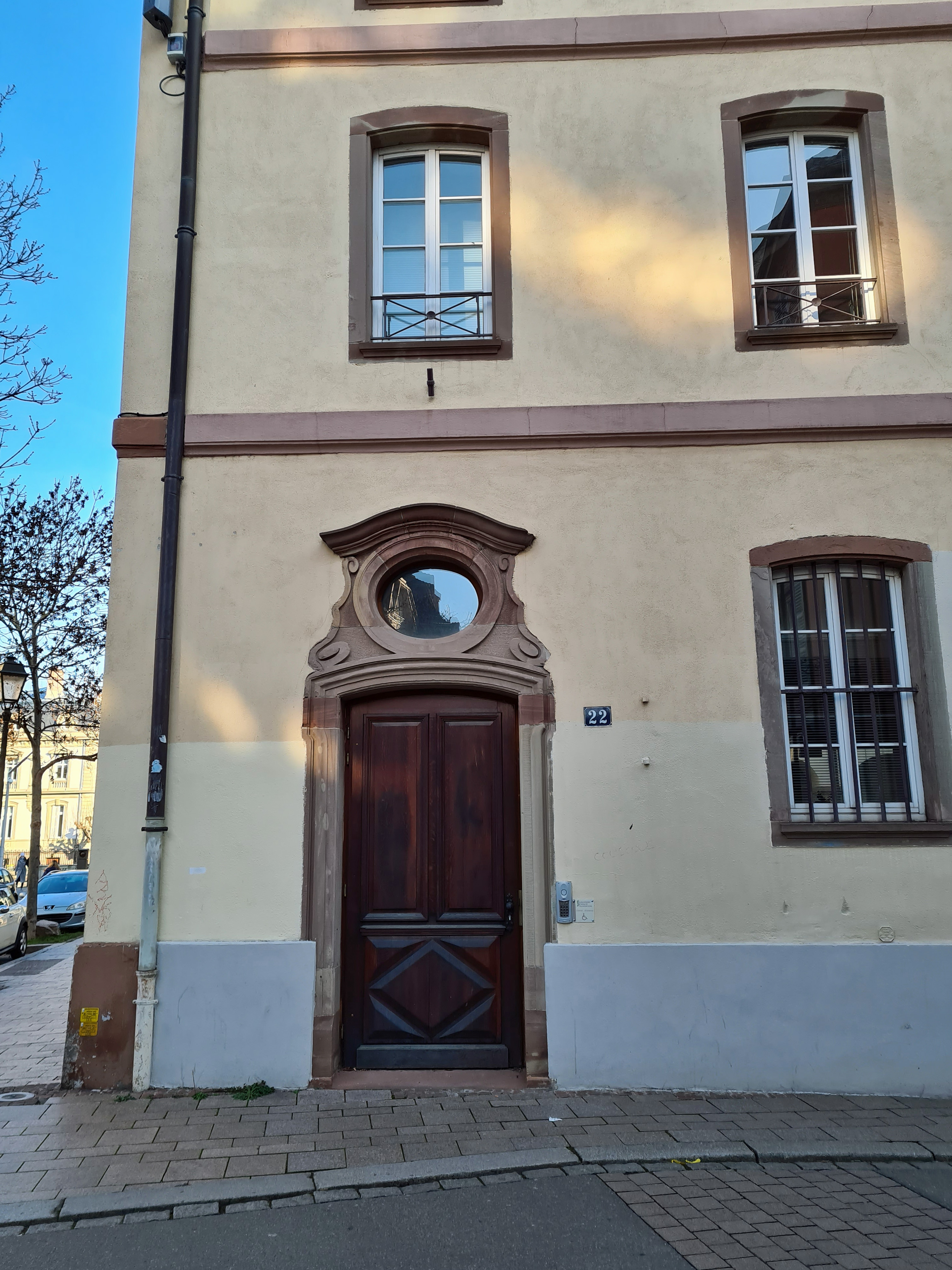
no 22.
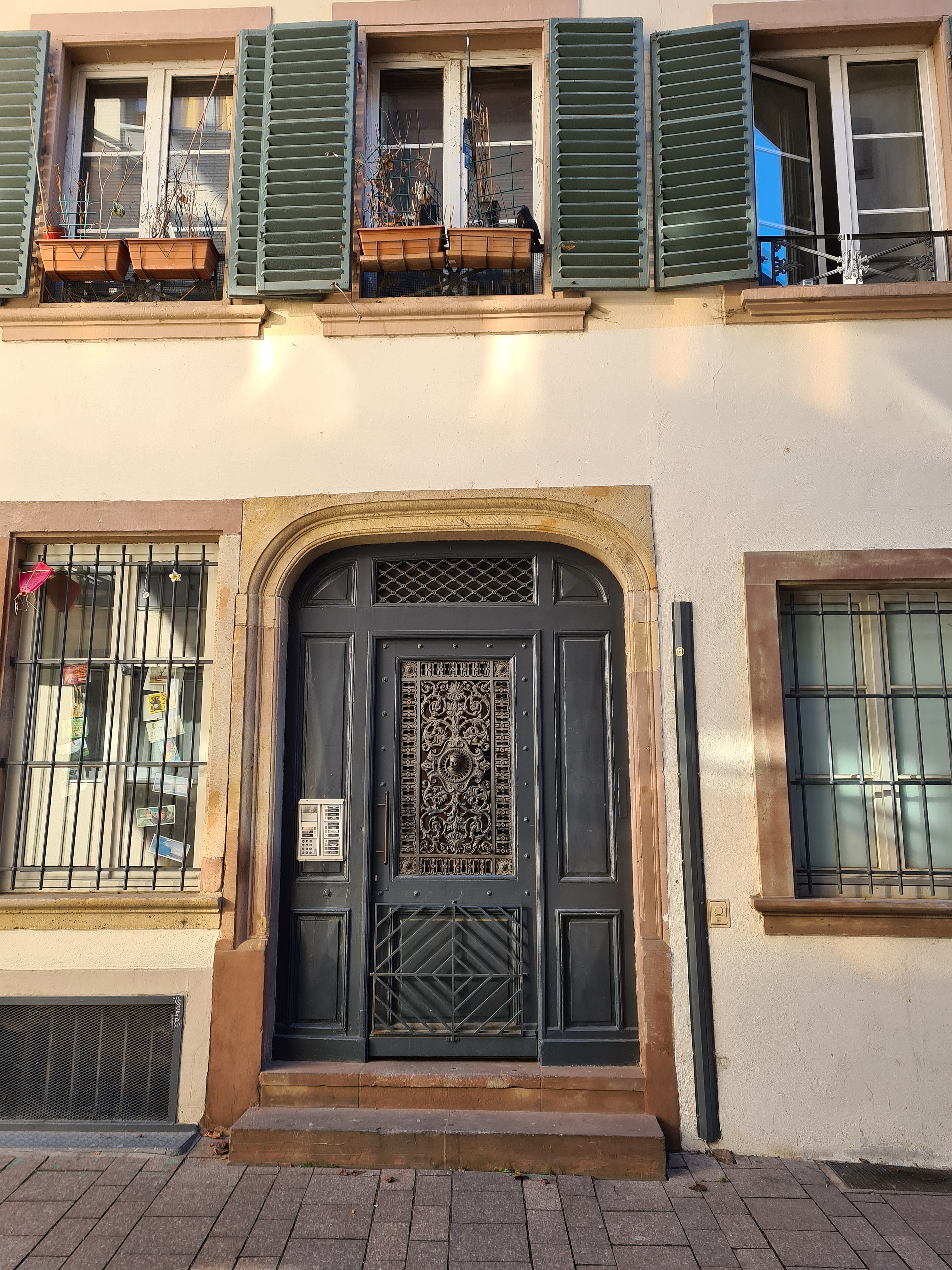
no 23.
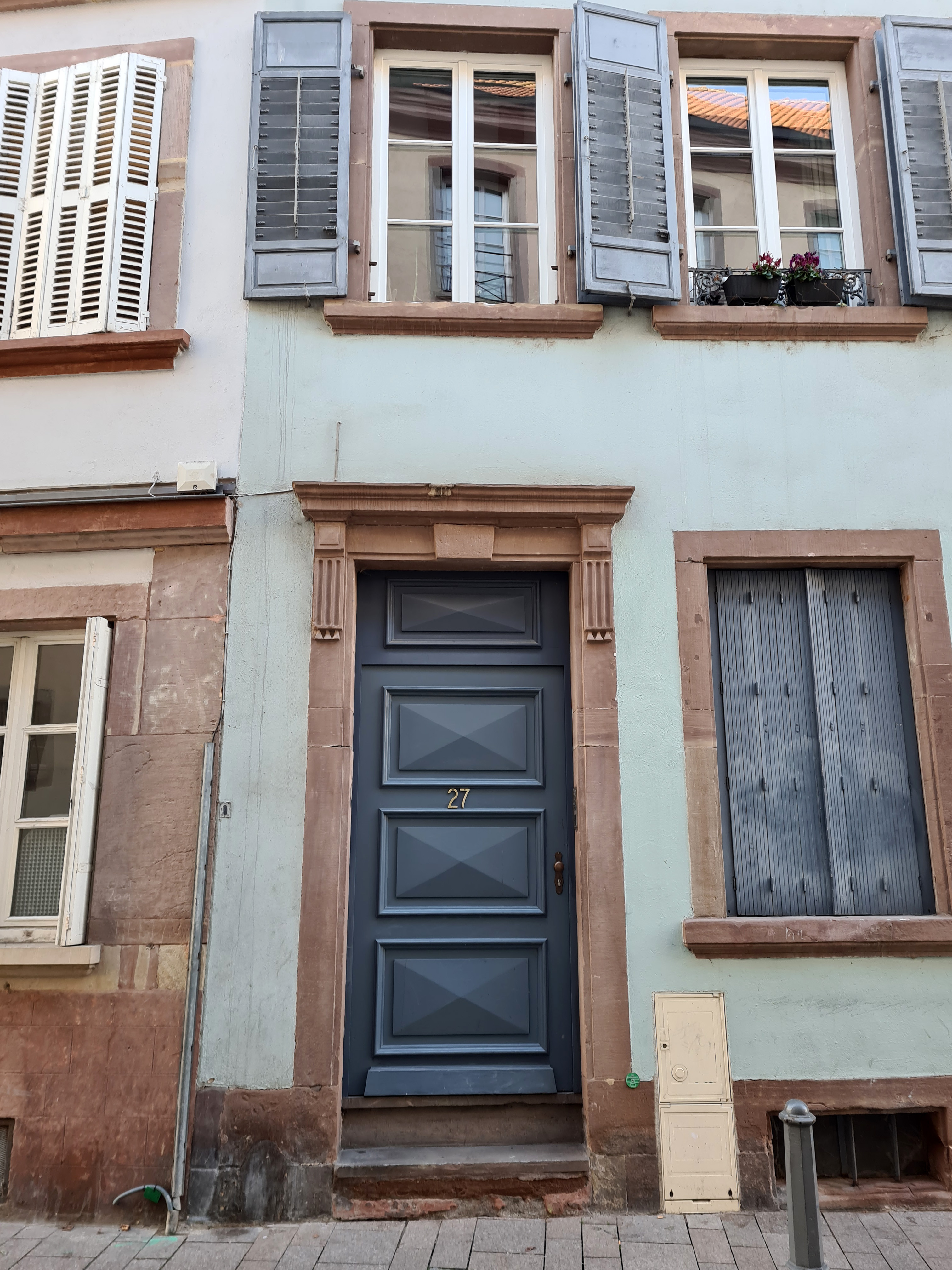
no 27.

Côté impair, un restaurant forme l'angle avec la rue du Parchemin.